# Рогов, Алексей Георгиевич
Алексей Григорьевич Рогов (1913—1941) — советский лётчик, участник Великой Отечественной войны, Герой Советского Союза (1941, посмертно).
Во время Великой Отечественной войны 8 октября 1941 года совершил огненный таран по скоплению немецкой техники у переправы на реке Угре около города Юхнов Калужской области.

## Биография
Родился 22 января 1913 года в городе Туле в семье рабочего (по другим данным — 16 февраля 1913 года в деревне Выглядовка Одоевского уезда Воскресенской волости Тульской губернии (ныне Дубенского района) в семье крестьянина). Отец — Григорий Кириллович Рогов, мать — Евдокия Ивановна.
Окончил 7 классов и школу Осоавиахима. Затем учился в электромеханическом техникуме (ныне Тульский технико-экономический колледж им. А. Г. Рогова) и работал на заводе.
В Красной Армии с 1932 года: по путёвке райкома комсомола поступил в Борисоглебское военное авиационное училище. Член ВКП(б) с 1934 года. В 1935 году окончил Борисоглебское авиационное училище и направлен в лётную часть в Белоруссии. Через несколько лет стал командиром экипажа, затем заместителем командира эскадрильи.
На фронтах Великой Отечественной войны с июня 1941 года. Командир эскадрильи 40-го бомбардировочного авиационного полка (4-я бомбардировочная авиационная дивизия, Западный фронт) капитан А. Г. Рогов совершил 60 боевых вылетов для нанесения ударов по железнодорожного узлам, скоплениям войск и переправам противника.
В начале октября 1941 года согласно плану «Тайфун» немецкое командование создало перевес сил на трёх направлениях ударов и предприняло наступление против оборонявшихся войск Красной Армии Западного, Резервного и Брянского фронтов. На Рославль-Юхновском направлении ударная группировка нанесла удар на 60-километровом участке фронта, вдоль шоссейной дороги Рославль-Юхнов и уже через два дня советская оборона на реке Десне была прорвана. 4 октября 1941 года немецкие передовые группы появились под городом Юхнов. Для того чтобы поддержать спешно создаваемый новый рубеж обороны на юхновском направлении, лётчики ПВО Москвы и 40-го бомбардировочного полка беспрестанно бомбили немецкие переправы через реку Угру. Из донесения командующего ВВС Московского военного округа полковника Н. А. Сбытова: «за восемь дней на Юхновском направлении: произведено 508 боевых вылетов… Уничтожено 2500 солдат и офицеров, 120 танков, 600 автомашин…» На вооружении полка стояли новейшие в то время скоростные пикирующие бомбардировщики Пе-2 и Пе-3.
8 октября 1941 года при выполнении боевого задания у переправы через реку Угра у города Юхнов Калужской области самолёт Пе-3 капитана Алексея Рогова был подбит зенитными снарядами. Экипаж (штурман — капитан Василий Иванович Фарносов) решил последовать примеру Николая Гастелло, направив горящую машину на переправу.
Указом Президиума Верховного Совета СССР от 22 октября 1941 года за «образцовое выполнение боевых заданий командования на фронте борьбы с немецко-фашистскими захватчиками и проявленные при этом мужество и героизм» капитан Алексей Георгиевич Рогов был посмертно удостоен высокого звания Героя Советского Союза и ордена Ленина.

## Награды и звания
- Герой Советского Союза (22 октября 1941, посмертно)
- орден Ленина (22 октября 1941, посмертно)

## Память
Навечно зачислен в списки 2-й эскадрильи 40-го гвардейского Нижнеднестровского ордена Суворова отдельного авиационного полка дальних разведчиков.
В октябре 1965 года в Доме офицеров города Тулы состоялась встреча учащихся Тульского электромеханического техникума с однополчанами 40-го скоростного бомбардировочного авиаполка, в котором служил А. Г. Рогов, и его женой. На ней учащиеся узнали, что Алексей Георгиевич учился в техникуме, и было решено создать поисковый отряд имени Рогова и бороться за присвоение техникуму его имени. Поисковый отряд, состоящий из студентов 2-го и 3-го курсов, работал под Юхновым Калужской области, где было точно установлено место гибели Алексея Георгиевича, а со дна реки Угры были подняты части самолёта.
На собранные учащимися средства на месте гибели А. Г. Рогова был установлен памятник.
12 июля 1971 года Постановлением Совета Министров РСФСР Тульскому электромеханическому техникумуа было присвоено имя Героя Советского Союза А. Г. Рогова (ныне Тульский технико-экономический колледж им. А. Г. Рогова). Каждый год в феврале в колледже проходит неделя отличной учёбы, выпускаются стенные газеты, а к мемориальной доске возлагаются цветы. Студенты колледжа выезжают в Юхнов, к месту гибели А. Г. Рогова, в читальном зале проходят литературные чтения, на которых первокурсники знакомятся с биографией героя.
Его именем также названа улица в городе Туле. На доме, где он жил, установлена мемориальная доска. Его имя высечено на стеле в честь туляков — Героев Советского Союза.

Памятник десантникам И. Г. Старчака (в центре), лётчику А. Г. Рогову (слева) и водителям Великой Отечественной войны (справа).
Памятный знак на месте гибели лётчика А. Г. Рогова. Сооружён в 1976 году коллективом Тульского электромеханического техникума им. А. Г. Рогова.
Мост через реку Угру (ныне трасса А-130), который 8 октября 1941 года бомбил 40-й бомбардировочный авиационный полк.

## Семья
Жена — Вера Тихоновна Рогова, в годы войны жила в городе Бузулук Чкаловской области и Лукоянов Горьковской области. Есть сын.